# Northrop Grumman X-47B
Le Northrop Grumman X-47B est un prototype de drone de combat actuellement au stade de « démonstrateur », pour une prochaine génération de drones militaires destiné à l'US Navy. Il a été conçu dans le cadre du programme Unmanned Carrier-Launched Surveillance and Strike (UCLASS), ou programme aéronaval robotisé de surveillance et de frappe, visant à démontrer l'intérêt de l'emploi par les différentes armées des États-Unis de drones de combat interconnectés dans un futur proche.
C'est en août 2007 que l'US Navy a sélectionné le X-47B pour intégrer son programme de recherche de drones.

## Conception
L'avion fait suite au Northrop Grumman X-47, qui faisait partie du projet Joint Unmanned Combat Air Systems qui devait fournir un drone militaire commun à l'US Navy et l’US Air Force. Quand ce projet a été arrêté, en 2006, l’US Navy a cherché à disposer d'un drone bien adapté à l'aéronavale.
L'avion présente un fuselage et des ailes en forme de diamant. Une fonctionnalité originale est de disposer d'ailes repliables (pour s'adapter aux dimensions des hangars de porte-avions) sans nuire à la furtivité de l'appareil. Le turboréacteur Pratt & Whitney F100-PW-220U est une version sans postcombustion et adaptée à l'environnement marin de celui équipant habituellement les chasseurs F-15 et F-16.
L'avion peut être ravitaillé en vol pour réaliser des missions d'une centaine d'heures. Mais il peut aussi servir d'avion ravitailleur.

## Essais
Les premiers tests de roulage eurent lieu le 29 décembre 2009 sur la base Air Force Plant 42 de Palmdale, en Californie. Le premier vol eut lieu le 4 février 2011 depuis la base aérienne d'Edwards, et le premier vol avec la pleine configuration de vol (train rentré) le 30 septembre 2011. Deux prototypes commencèrent une série d'une cinquantaine de vols d'essais prévus sur trois ans. À compter de juin 2012, des essais furent pratiqués sur la base navale de Patuxent River, dans le Maryland, pour tester le catapultage et simuler l'appontage avec usage d'une crosse d'appontage.
Les premiers essais en mer commencèrent le 26 novembre 2012 sur le porte-avions USS Harry S. Truman basé sur la base navale de Norfolk, en Virginie. Il s'agissait de vérifier la compatibilité avec les aménagements du porte-avions : hangar, pont, communications. Le 14 mai 2013, à bord de l'USS George H. W. Bush en pleine mer, un X-47B réalisa le premier catapultage d'un drone depuis un porte-avions. Et le 10 juillet 2013, après un décollage de la base de Patuxent River, un X-47B réalisa le premier appontage. Le 22 avril 2015, il est le premier drone à effectuer un ravitaillement en vol.

## Coût
En 2007, le coût du projet avait été évalué à 635 millions de dollars. En 2012, il a été réévalué à 813 millions de dollarset depuis à plus d'un milliard de dollars. Prévu en série en 2019, il n'est toujours pas disponible.

## Variantes
- X-47A : Version d'origine, d'une envergure de 6 m. Elle est à vocation totalement terrestre ;
- X-47B : Version actuelle, adaptée à un emploi maritime, d'une envergure de 19 m ;
- X-47C (en) : Version avancée envisagée, avec une envergure de 52 m et une charge utile de 4 500 kg.